# Улица Вавилова (Братислава)
Улица Вавилова (словац. Vavilovova ulica) — улица в Братиславе, в квартале Петржалка.
Названа в честь советского ботаника Николая Ивановича Вавилова (1887—1943). До 1990 года называлась Улица Баумана, по имени русского большевика-революционера Николая Эрнестовича Баумана (1873—1905). В 1980-е годы улица застроена панельными домами. Изначально проход к улице Вавилова осуществлялся по ныне не существующей Улице Мичурина, после 1988 года проход к улице осуществляется по проложенной позже Улице Чернышевского.

## Близлежащие улицы
- Улица Фарского
- Улица Волкра
- Площадь Манеса
- Патриотическая площадь